# Glywys
 Glywys roi gallois du Ve siècle/VIe siècle, fondateur éponyme du royaume de Glywysing dans la décennie 490

## Biographie
Glywys forme celtisée  du nom latin Claudius régnait selon la vie de Saint Cadoc dont il est réputé être le grand-père sur une partie du domaine des Demetae, reconquise sur les irlandais, à laquelle il a donné son nom Glywysing soit l'actuel Glamorgan entre Newport et Abertawe.
La vita de Cadoc en fait un descendant de Magnus Maximus la Vita Petroci de Constantin le Grand ! Il revendiquait donc être issu de l' aristocratie romaine.
Comme son voisin Teithfallt ap Nynniaw de Gwent  Il était réputé avoir épousé lui aussi  une fille de Ceredig nommée Gwawl ce qui démontre l'influence des descendants de Cunedda dans la région. Son fils Gwynllyw a pour épouse Gladys une fille du roi Brychan. Il est également réputé être le père de Pétroc de Bodmin.

## Sources
- (en) Peter Bartrum, A Welsh classical dictionary: people in history and legend up to about A.D. 1000, Aberystwyth, National Library of Wales, 1993 (ISBN 9780907158738), p. 326-327 GLYWYS ap SOLOR. (430)
- (en) Mike Ashley, The Mammoth Book of Britisg Kings & Queens, Londres, Robinson,, 1998, 808 p. (ISBN 1841190969), p. 121 « Gwent and Glywysing »,  table généalogique n° 3, p. 122.
- (en) Timothy Venning, The Kings & Queens of Wales, Mill Brimscombe Port Stroud, Amberley Publishing, 2013, 223 p. (ISBN 9781445615776), p. 172-174 Rulers of Glywysng or Glevisseg